# Cappella dello zarevič di Russia (Nizza)
La Cappella dello zarevič di Russia è una cappella ortodossa situata a Nizza, in Francia. Lo zar Alessandro II di Russia fece costruire la cappella per commemorare la morte di suo figlio zarevic di Russia.

## Descrizione
Lo zar Alessandro II decide di costruire una cappella commemorativa dove morì suo figlio maggiore. Perciò acquistò la casa di Bermond, che fu demolita per costruire la cappella sul sito della camera da letto dello zarevic di Russia. La cappella fu eretta sul progetto dall'architetto David Ivanovič Grimm. Fu consacrata il 25 marzo 1868. L'edificio è classificato come monumento storico nel 11 agosto 1987.